# Nippononeta
Nippononeta Eskov, 1992 è un genere di ragni appartenente alla famiglia Linyphiidae.

## Distribuzione
Le ventidue specie oggi note di questo genere sono state reperite in Asia orientale, prevalentemente in Giappone (14 specie): la specie dall'areale più vasto è la N. projecta, rinvenuta in Giappone, Mongolia e Corea.

## Tassonomia
Dal 2009 non sono stati esaminati esemplari di questo genere.
A dicembre 2012, si compone di ventidue specie:
1. Nippononeta alpina Ono & Saito, 2001 — Giappone
2. Nippononeta cheunghensis (Paik, 1978) — Corea
3. Nippononeta coreana (Paik, 1991) — Cina, Corea
4. Nippononeta elongata Ono & Saito, 2001 — Giappone
5. Nippononeta embolica Tanasevitch, 2005 — Russia
6. Nippononeta kaiensis Ono & Saito, 2001 — Giappone
7. Nippononeta kantonis Ono & Saito, 2001 — Giappone
8. Nippononeta kurilensis Eskov, 1992[3] — Russia, Giappone
9. Nippononeta masatakana Ono & Saito, 2001 — Giappone
10. Nippononeta masudai Ono & Saito, 2001 — Giappone
11. Nippononeta minuta (Oi, 1960) — Giappone
12. Nippononeta nodosa (Oi, 1960) — Giappone
13. Nippononeta obliqua (Oi, 1960) — Corea, Giappone
14. Nippononeta ogatai Ono & Saito, 2001 — Giappone
15. Nippononeta okumae Ono & Saito, 2001 — Giappone
16. Nippononeta pentagona (Oi, 1960) — Mongolia, Giappone
17. Nippononeta projecta (Oi, 1960) — Mongolia, Corea, Giappone
18. Nippononeta silvicola Ono & Saito, 2001 — Giappone
19. Nippononeta sinica Tanasevitch, 2006 — Cina
20. Nippononeta subnigra Ono & Saito, 2001 — Giappone
21. Nippononeta ungulata (Oi, 1960) — Corea, Giappone
22. Nippononeta xiphoidea Ono & Saito, 2001 — Giappone